# Elsterwerda
Elsterwerda est une ville du Brandebourg, en Allemagne, située dans l'arrondissement d'Elbe-Elster. Elle comptait environ 7 850 habitants en 2019. Elle s'étend sur une surface de 41 km2. Elle se situe au Sud du parc naturel du Niederlausitzer Heidelandschaft, sa frontière Ouest est commune avec le Schraden, région basse de la vallée de l'Elster Noire.
Ce lieu appartenait, jusqu'en 1815, à la cure saxonne de Amt Hayn, et devint, après la séparation de la Saxe par le congrès de Vienne, partie de l'arrondissement de Liebenwerda, en province prusse de Saxe. Après la réforme administrative du Brandebourg de 1993, elle est rattachée au nouvel arrondissement de l'Elbe-Elster.
La ville assume, depuis 1995, en commun avec la ville de Bad Liebenwerda, la fonction de Mittelzentrum, et reçoit en 2005 par la Caisse d'épargne est-allemande et Giroverband la distinction de Commune de l'année. Sa plus grosse filière industrielle est la métallurgie avec actuellement[Quand ?] 15 entreprises, pour environ 700 employés. De plus, la ville bénéficie, grâce à ses établissements de formation, d'une réputation de bonne ville étudiante.

## Géographie

### Situation géographique
Elsterwerda obtient ses privilèges de ville en 1364. Elle se trouve à cinquante kilomètres au nord de Dresde, dans le sud du Brandebourg. Elle s'étend sur une surface de 41 km2. Les villages et quartiers de Kraupa, Biehla, Krauschütz (depuis 1940) et Kotschka centre et ouest (depuis 1974) lui sont rattachés. Elle est encore aujourd'hui subdivisée en une ville principale et deux quartiers.
Elle est desservie par une petite gare qui la relie à Leipzig, Berlin, Dresde, Chemnitz et Cottbus par des lignes directes. De plus, on ne trouve pas moins de 32 ponts sur le territoire de la commune.

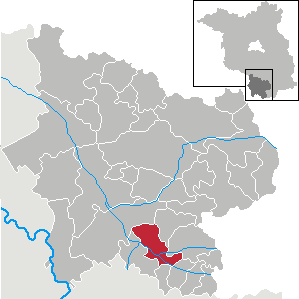
Situation dans l'arrondissement d'Elbe-Elster.

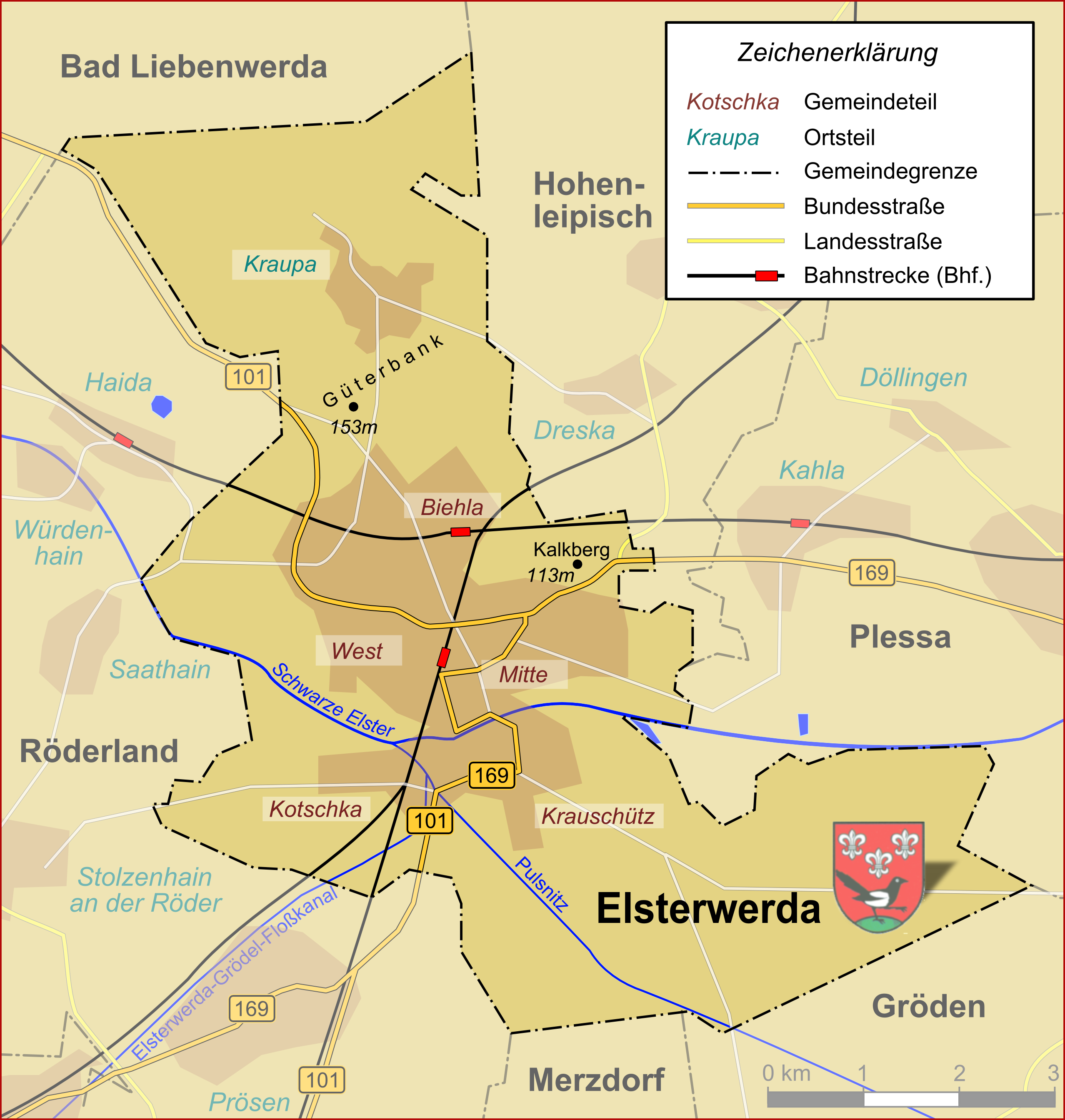
Vue d'ensemble de la commune d'Elsterwerda.

Elsterwerda se situe le long de la frontière Ouest du Schraden, une vaste zone dépressionnaire de 15 000 ha de la vallée glaciaire de Breslau-Magdeburger. La commune appartient également au 484 km2 du vaste parc naturel du Niederlausitzer Heidelandschaft et est traversée par l'Elster Noire. Au XVIIIe siècle, le canal de Elsterwerda-Grödel relie cette rivière à l'Elbe et la Pulsnitz au niveau du 71e kilomètre de l'Elster Noire, à 88,6 m de hauteur.

### Environs de la commune
Le long de la frontière Nord de la commune d'Elsterwerda se trouve la ville de Bad Liebenwerda avec sa vaste zone boisée de la lande de Liebenwerdaer, au Nord-Est une région transfrontalière de vergers avec la commune de Hohenleipisch, et à l'Est on trouve d'anciennes exploitations de lignite, près de Plessa.
La limite communale au Sud, dans la zone dépressionnaire, sépare Elsterwerda de Gröden et Merzdorf, et celle au Sud-Ouest et à l'Ouest de Röderland.
| Bad Liebenwerda | Bad Liebenwerda | Hohenleipisch |
| Röderland       | Elsterwerda     | Plessa        |
| Röderland       | Merzdorf        | Gröden        |

### Géologie

#### Caractéristiques actuelles

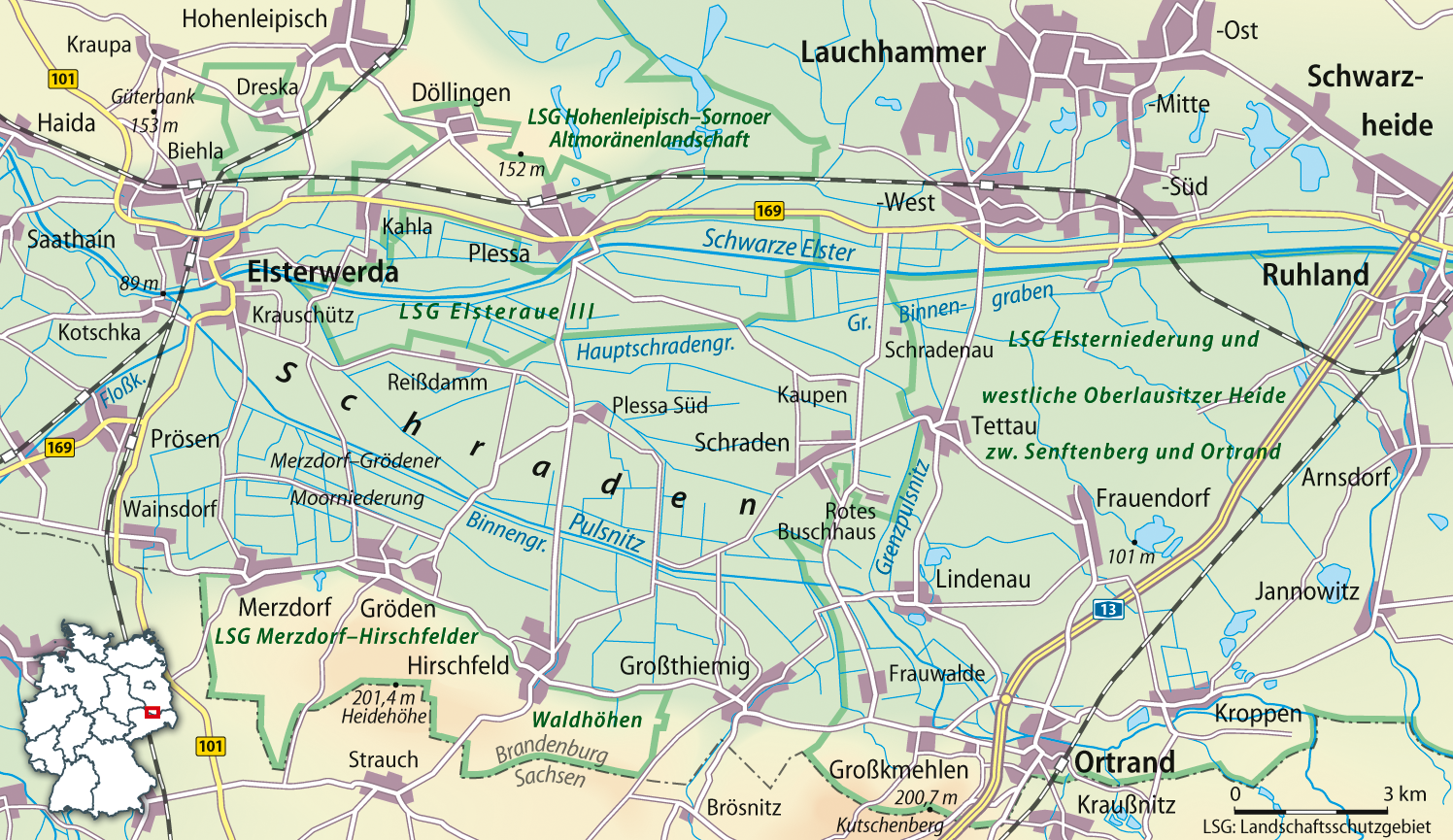
Elsterwerda dans le Schraden.

La morphologie du paysage autour d'Elsterwerda est principalement due à la dernière glaciation. Le socle géologique est fait d'une couche de plusieurs centaines de mètres d'épaisseur constituée de sable et gravier. Les points culminants de la commune sont le Güterbank, culminant à 153 m d'altitude, entre les quartiers de Kraupa et Biehla, et le Kalkberg, situé au nord de la commune se trouve, culminant à 113 m d'altitude. Ces monts ont tous deux été formés au cours de la glaciation de Riss, et appartiennent à la moraine de Hohenleipisch-Plessaer. Avec la moraine de Gröden-Ortrander, le plus haut soulèvement du Brandebourg, elle façonne la Porte d'Elsterwerda. Avec une longueur de sept kilomètres entre Elsterwerda au nord et Merzdorf au sud, il s'agit de la partie la plus étroite de la vallée glaciaire de Breslau-Magdeburger. De petits gisements de lignite ont été exploités de la fin du XIXe siècle au début du XXe siècle à l'entrée de Kraupaer, où le filon atteint une épaisseur de deux à quatre Lachter (unité de mesure dont l'unité vaut environ 2 m), et du côté de Biehlaer, où le puits Robert a été creusé, ainsi qu'une exploitation à ciel ouvert. Dans la zone dépressionnaire de l'Elster Noire on trouve également des gisements de minerai de fer des gazons avec un taux de fer à hauteur de 34 % à 50 %,,.

#### Protérozoïque
Le sol montagneux fait partie de la zone Saxo-Thuringeoise de la chaîne montagneuse hercynienne.

### Climat
Le Schraden, région dont Elsterwerda dépend, se trouve dans la région nommée Schwarze-Elster du climat intérieur, une des zones de jonction avec le climat continental. La spécificité du climat régional est sa faible exposition, principalement dû à sa spécificité d'être orientée est-ouest pour la vallée glaciaire de Breslau-Magdeburg, tandis qu'au nord et sud se trouvent les reliefs élevés des Endmoränen. À cause de cette configuration particulière, la Hohenleipisch-Plessaer Endmoräne est responsable d'une ombre pluviométrique au-dessus de la région dépressionnaire.
Le Schraden compte une pluviométrie de plus de 150 mm inférieure à celles relevées en moyenne en Allemagne. Durant les périodes saisonnières de risque de sécheresse apparaissent des périodes arides principalement au printemps, automne et hiver. Le mois durant lequel les précipitations sont les plus faibles est celui de février, celui durant lequel elles sont les plus fortes est juillet. La température moyenne annuelle, relevée à vingt kilomètres au nord à la station météorologique de Doberlug-Kirchhain, est de 8,5 °C. L'écart maximal des moyennes mensuelles, qui va du mois de janvier le plus froid à celui de juillet le plus chaud, est de 18,4 °C.
| Mois                | jan. | fév. | mars | avril | mai | juin | jui. | août | sep. | oct. | nov. | déc. | année |
| ------------------- | ---- | ---- | ---- | ----- | --- | ---- | ---- | ---- | ---- | ---- | ---- | ---- | ----- |
| Précipitations (mm) | 37   | 33   | 34   | 45    | 54  | 70   | 72   | 66   | 48   | 49   | 41   | 48   | 597   |

| Mois                     | jan. | fév. | mars | avril | mai  | juin | jui. | août | sep. | oct. | nov. | déc. | année |
| ------------------------ | ---- | ---- | ---- | ----- | ---- | ---- | ---- | ---- | ---- | ---- | ---- | ---- | ----- |
| Température moyenne (°C) | −0,8 | 0,1  | 3,6  | 7,7   | 12,8 | 16,2 | 17,6 | 17,2 | 13,7 | 9,2  | 4,3  | 0,8  | 8,5   |

## Toponymie
Elsterwerda est composé de deux éléments. Le premier, Elster-, est le nom de la rivière coulant dans la région, dont l'origine s'explique par l'indo-européen commun et signifierait « fleuve » ou « flot ». Le second élément, -werda, procède du mot Werder, qui désigne une région plate entourée de cours d'eau. La région autour d'Elsterwerda comptant de nombreuses rivières, pour la plupart marécageuses, valu à la ville le surnom de Geländeerhebung zwischen Sümpfen (que l'on pourrait traduire par « terrain émergé au milieu des marécages »),,,.
Wikow est le nom donné à Elsterwerda en sorabe. Il vient du mot sorabe wiki, qui désigne un marché, une place d'échange,.

## Héraldique
| Blason | Blasonnement : Sur fond rouge, en haut d'une verte colline, se tient une pie bavarde marchant naturellement, tournée sur la gauche, sous trois lys argentés ceinturés lévitant. Commentaires : L'actuel écusson de la commune est adopté le 11 août 1994. |

Le blason trouve son origine dans la première moitié du XIVe siècle. Il s'agit d'évidentes armes parlantes, le nom de la commune étant directement tiré du nom de l'oiseau qui y est représenté, la pie bavarde, appelée Elster en allemand. Les lys proviennent du blason de la famille von Köckeritz, seigneurs dont le fief était l'évêché d'Elsterwerda de 1367 à 1512.

## Histoire

### Histoire ancienne, fondation de la ville et Moyen Âge
Les plus anciennes traces de présence humaine à Elsterwerda ont été trouvées au bord de l'Elster Noire, et datent de l'âge du bronze, vers 1200-1100 av. J.-C.
Durant plus de 1 500 ans, les Germains s'installent dans les environs de la ville actuelle, plus précisément la tribu des Semmons.

### Depuis la réunification
À la suite de la réunification, de nombreuses entreprises quittèrent la ville, ou fermèrent pour cause de faillite. La gare d'Elsterwerda perd son important statut de point de croisement. Le chômage s'étend, et de nombreux habitants émigrent vers l'ouest de l'Allemagne, afin de retrouver un emploi. Mais de nouvelles boîtes s'implantèrent dans une zone agricole à l'est de la ville, ce qui formera la zone industrielle-est (Gewerbegebiet-Ost). La laiterie, qui deviendra la Campina-Werke, est l'une des premières firmes. La Gewerbegebiet-Ost est désormais occupée à pleine capacité.
Dans les années 1990 se produit à Elsterwerda une série d'incendies. Le 6 avril 1995, un feu se déclare dans la mairie, tout juste rénovée. Le bâtiment subit alors d'importants dégâts. En septembre 1997, un incendie survient dans l'usine VÖWA, implantée dans la zone industrielle ouest (Gewerbegebiet West), spécialisée dans le recyclage de matériaux en polyuréthane pour l'automobile, l’ameublement et le secteur de la construction. Le 20 novembre 1997, un incendie catastrophique se produit dans la gare d'Elsterwerda. En effet, lors du travail d'extinction, un pompier décède, et un second meurt quelque temps plus tard à l’hôpital. Par chance, la ville ne sort que légèrement atteinte de cet événement car le hagard de stockage de la gare a permis de faire bouclier contre le souffle de l'explosion, ce qui l'a empêché de toucher la zone résidentielle d'Elsterwerda-West.
Les travaux d'embellissement de la place du marché débutent en février 2007. Pour ce faire, la fontaine d'Elsterwerda (Elsterwerdabrunnen) est détruite le 19 avril de la même année. Les dernières constructions ont lieu en décembre 2007, au cours desquelles la fontaine est reconstruite à un nouvel emplacement.

## Population

### Dialecte et usage linguistique

#### Dialecte
Le dialecte actuel d'Elsterwerda fait partie des dialectes du nord-est, dérivé d'une ancienne langue régionale saxonne, construite sous l'influence de la rurbanisation de la Saxe du XIe siècle au XIIIe siècle, qui appartient au groupe linguistique des dialectes de Thuringe.

#### Sorabe
Le sorabe est parlé depuis la dernière décennie du XIXe siècle dans la région de l'ancien château d'Elsterwerda, d'après la volonté du pasteur Mjertyn Mon (1848–1905) qui créa un cours pédagogique pour l'apprendre en 1885. Il a souvent eu l'occasion d'employer la langue sorabe grâce à des excursions en train à Plessa, ou à pied pour Dreska ou Kahla.

### Évolution démographique
En 1700, la population de la ville est de 825 habitants. En 1801, elle atteint 885 habitants, principalement des paysans, éleveurs et cultivateurs. Le nombre d'habitants d'Elsterwerda augmente jusqu'à 943 en 1818.
Après la construction de la gare en 1875, plusieurs entreprises industrielles s'installent à Elsterwerda et Biehla, entrainant une nouvelle hausse importante de la population. Le nombre d'habitants au niveau de la commune actuelle augmente en moins d'une décennie de 3 193 en 1875 à 7 024, soit plus du double, et la commune connait alors une pénurie de logements.
Le maximum de population est atteint en 1981 avec un nombre total de 11 572 habitants. Depuis cette période, ce nombre diminue en continu. Après le renversement du gouvernement de la RDA en 1989 et la réunification, il y a eu jusqu'en 2006 une diminution totale de la population d'environ
2 000 habitants.
- Courbe d'évolution comparée de la population d'Elsterwerda et du Land de Brandebourg
- Évolution prévisionnelle de la démographie

| Année | Population |
| ----- | ---------- |
| 1875  | 3 193      |
| 1890  | 3 705      |
| 1910  | 7 024      |
| 1925  | 8 359      |
| 1933  | 8 738      |
| 1939  | 9 560      |
| 1946  | 10 966     |
| 1950  | 11 461     |
| 1964  | 11 157     |
| 1971  | 11 443     |

| Année | Population |
| ----- | ---------- |
| 1981  | 11 572     |
| 1985  | 11 517     |
| 1989  | 11 255     |
| 1990  | 11 033     |
| 1991  | 10 947     |
| 1992  | 10 868     |
| 1993  | 10 793     |
| 1994  | 10 726     |
| 1995  | 10 656     |
| 1996  | 10 538     |

| Année | Population |
| ----- | ---------- |
| 1997  | 10 442     |
| 1998  | 10 382     |
| 1999  | 10 334     |
| 2000  | 10 234     |
| 2001  | 9 937      |
| 2002  | 9 911      |
| 2003  | 9 804      |
| 2004  | 9 654      |
| 2005  | 9 456      |
| 2006  | 9 249      |

| Année | Population |
| ----- | ---------- |
| 2007  | 9 096      |
| 2008  | 8 959      |
| 2009  | 8 817      |
| 2010  | 8 694      |
| 2011  | 8 498      |
| 2012  | 8 384      |
| 2013  | 8 287      |
| 2014  | 8 161      |
| 2015  | 8 186      |
| 2016  | 8 118      |

| Année | Population |
| ----- | ---------- |
| 2017  | 7 975      |
| 2018  | 7 856      |
| 2019  | 7 853      |
| 2020  | 7 800      |

### Projection démographique
La commune d'Elsterwerda a, avec ses quartiers, 9 249 habitants. La ville perd chaque année de 1,5 % à 2 % de sa population. La cause principale est une forte mortalité en opposition avec le faible taux de natalité. Environ 20 % de la baisse de population est due à l'exode,. Le laboratoire d'idée Bertelsmann-Stiftung, dans une publication de janvier 2006, présente des données sur la transformation de la démographie dans 2959 communes d'Allemagne. Pour Elsterwerda, la diminution de la population entre 2003 et 2020 devrait être d'après les projections de 13,1 %, soit un total de 1 284 habitants en moins.
| Répartition de la population d'Elsterwerda et projections pour les années 2003-2020 | Répartition de la population d'Elsterwerda et projections pour les années 2003-2020 | Répartition de la population d'Elsterwerda et projections pour les années 2003-2020 | Répartition de la population d'Elsterwerda et projections pour les années 2003-2020 | Répartition de la population d'Elsterwerda et projections pour les années 2003-2020 | Répartition de la population d'Elsterwerda et projections pour les années 2003-2020 | Répartition de la population d'Elsterwerda et projections pour les années 2003-2020 | Répartition de la population d'Elsterwerda et projections pour les années 2003-2020 | Répartition de la population d'Elsterwerda et projections pour les années 2003-2020 |
| Année                                                                               | Nombre d'habitants                                                                  | Part des 0-5 ans                                                                    | Part des 6-18 ans                                                                   | Part des 19-29 ans                                                                  | Part des 30-49 ans                                                                  | Part des 50-64 ans                                                                  | Part des 65-79 ans                                                                  | Part des plus de 80 ans                                                             |
| ----------------------------------------------------------------------------------- | ----------------------------------------------------------------------------------- | ----------------------------------------------------------------------------------- | ----------------------------------------------------------------------------------- | ----------------------------------------------------------------------------------- | ----------------------------------------------------------------------------------- | ----------------------------------------------------------------------------------- | ----------------------------------------------------------------------------------- | ----------------------------------------------------------------------------------- |
| 2003                                                                                | 9 804                                                                               | 4,3 %                                                                               | 11,7 %                                                                              | 13,1 %                                                                              | 29,6 %                                                                              | 20,7 %                                                                              | 15,6 %                                                                              | 5 %                                                                                 |
| 2005                                                                                | 9 583                                                                               | 4,4 %                                                                               | 10,4 %                                                                              | 13,1 %                                                                              | 28,6 %                                                                              | 20 %                                                                                | 17,9 %                                                                              | 5,6 %                                                                               |
| 2010                                                                                | 9 144                                                                               | 4,6 %                                                                               | 8,4 %                                                                               | 12,2 %                                                                              | 26,1 %                                                                              | 21,6 %                                                                              | 19,9 %                                                                              | 7,2 %                                                                               |
| 2015                                                                                | 8 812                                                                               | 4,4 %                                                                               | 9,1 %                                                                               | 9,7 %                                                                               | 23,7 %                                                                              | 24,9 %                                                                              | 19,3 %                                                                              | 8,9 %                                                                               |
| 2020                                                                                | 8 520                                                                               | 4,1 %                                                                               | 9,1 %                                                                               | 8,5 %                                                                               | 22,6 %                                                                              | 24,6 %                                                                              | 19,1 %                                                                              | 12 %                                                                                |

## Politique

### Administration municipale

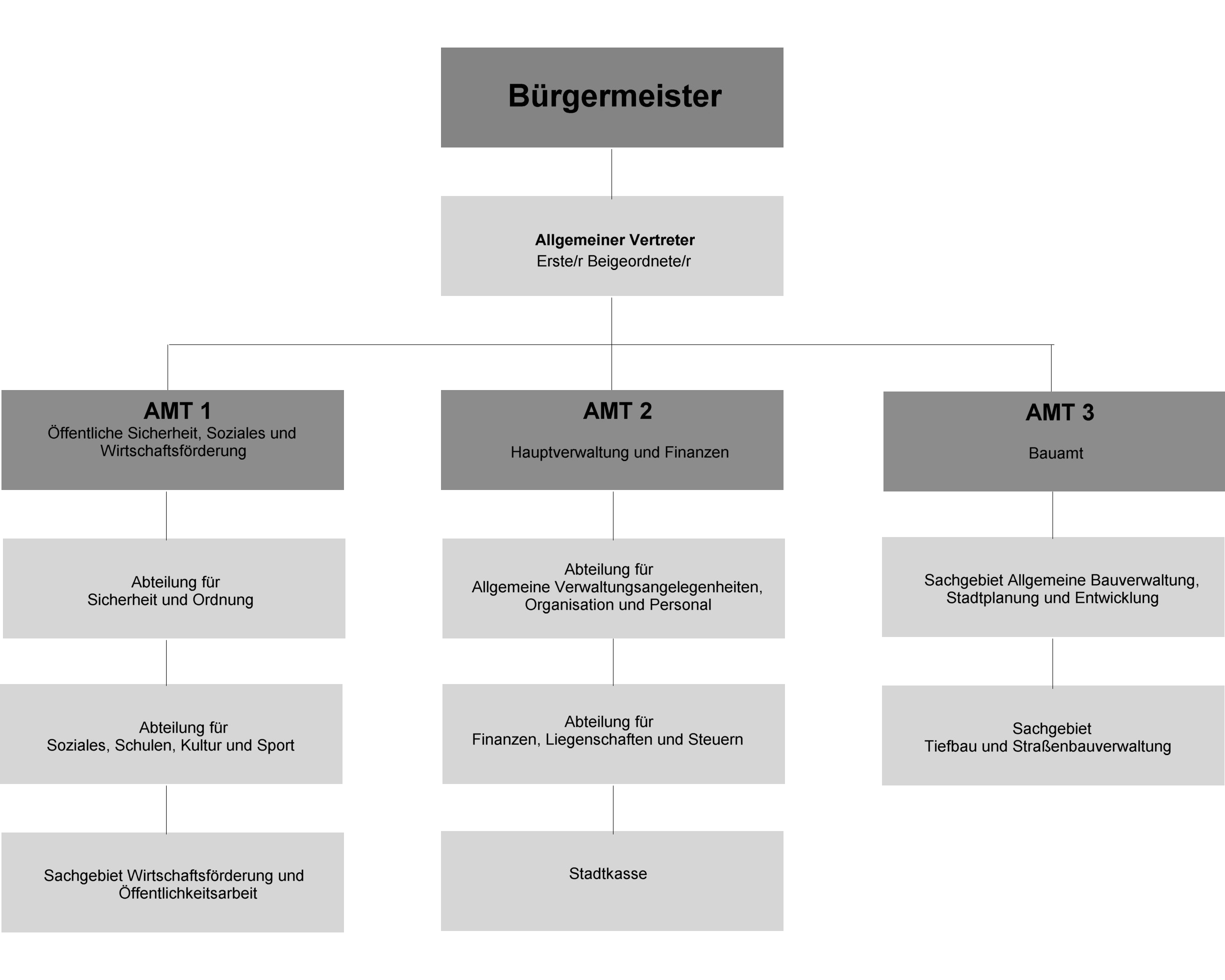
Structure de l'administration municipale

Le conseil municipal siège à l'hôtel de ville (Elsterwerdaer Rathaus). Le maire de la ville officie en tant que premier adjoint au président de l'Arrondissement Rural. Avec celle-ci suivent les trois autres fonctions de sécurité publique, sociale et du développement économique, d'administration et finances, et du service d'urbanisme.
Le bureau de l'état civile offre depuis 2006 la possibilité pour les mariages célébrés en principe au sein de la mairie de se dérouler dans l'église historique Saathainer Fachwerkkirche, fondée en 1629.

### Élections communales
Aux élections municipales du 28 septembre 2008, c'est le SPD qui recueille le plus de votes. Sur les 7 750 habitants ayant le droit de vote, 3565 l'ont exprimé, ce qui représente un taux de participation de 46,0 %. Il y a eu 137 votes nuls pour 10 167 votes comptabilisés.
Le Gouvernement à gérance municipale (Stadtvertretung) d'Elsterwerda compte dix-huit conseillers municipaux et le maire (Bürgermeister) comme membres ayant le droit de vote. La durée de mandat du maire, Dieter Herrchen, élu pour la deuxième fois, est de huit ans, du 1er février 2010 au 31 juillet 2018. Il est sans étiquette et ne fait partie d'aucun des groupes parlementaires du gouvernement municipal.
| Répartition des sièges depuis les dernières élections municipales du 28 septembre 2008, | Répartition des sièges depuis les dernières élections municipales du 28 septembre 2008, | Répartition des sièges depuis les dernières élections municipales du 28 septembre 2008, | Répartition des sièges depuis les dernières élections municipales du 28 septembre 2008, | Répartition des sièges depuis les dernières élections municipales du 28 septembre 2008, | Répartition des sièges depuis les dernières élections municipales du 28 septembre 2008, | Répartition des sièges depuis les dernières élections municipales du 28 septembre 2008, | Répartition des sièges depuis les dernières élections municipales du 28 septembre 2008, | Répartition des sièges depuis les dernières élections municipales du 28 septembre 2008, | Répartition des sièges depuis les dernières élections municipales du 28 septembre 2008, |
| Groupe parlementaire                                                                    | CDU                                                                                     | SPD                                                                                     | Die Linke                                                                               | Vereinigte Bürgerinitiative                                                             | LUN                                                                                     | FDP                                                                                     | Candidate Michaela Jahn                                                                 | Bürgermeister                                                                           |                                                                                         |
| --------------------------------------------------------------------------------------- | --------------------------------------------------------------------------------------- | --------------------------------------------------------------------------------------- | --------------------------------------------------------------------------------------- | --------------------------------------------------------------------------------------- | --------------------------------------------------------------------------------------- | --------------------------------------------------------------------------------------- | --------------------------------------------------------------------------------------- | --------------------------------------------------------------------------------------- | --------------------------------------------------------------------------------------- |
| Votes                                                                                   | 2.664                                                                                   | 2.801                                                                                   | 2.351                                                                                   | 840                                                                                     | 615                                                                                     | 518                                                                                     | 378                                                                                     |                                                                                         |                                                                                         |
| Pourcentage                                                                             | 26,2                                                                                    | 27,5                                                                                    | 23,1                                                                                    | 8,3                                                                                     | 6,0                                                                                     | 5,1                                                                                     | 3,7                                                                                     |                                                                                         |                                                                                         |
| Sièges                                                                                  | 5                                                                                       | 5                                                                                       | 4                                                                                       | 1                                                                                       | 1                                                                                       | 1                                                                                       | 1                                                                                       | 1                                                                                       |                                                                                         |

### Jumelage
Un jumelage avec Vreden, ville de Rhénanie-du-Nord-Westphalie, existe depuis le 9 novembre 1990. Un autre partenariat existe entre Elsterwerda et la ville polonaise de Nakło nad Notecią (Nakel en allemand) depuis le 23 octobre 1999.

## Culture et monuments

### Édifices
- Château d'Elsterwerda, aujourd'hui internat et externat d'Elsterschloss
- Église Sainte-Catherine

## Sport

### Associations sportives

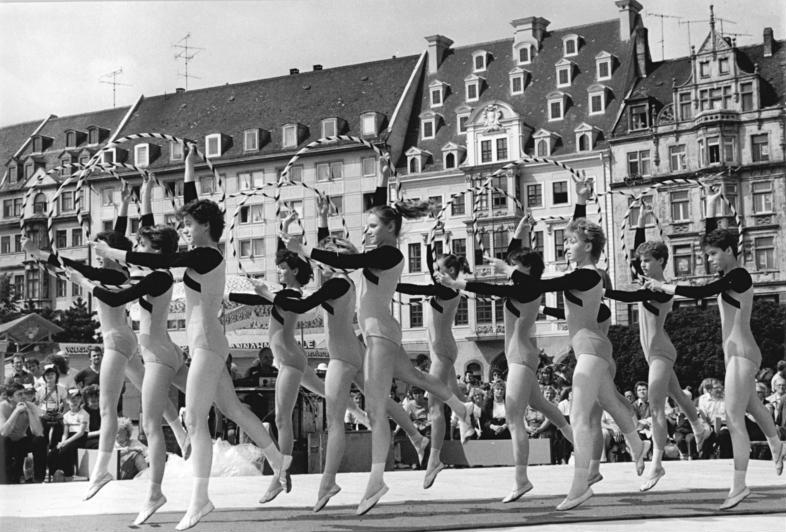
L'Ensemble Sportif d'Elsterwerda en 1987 à Leipzig

En 2008, il existe à Elsterwerda une vingtaine d'associations sportives actives. Une des associations interrégionales des plus connues est l'Ensemble Sportif d'Elsterwerda (TSC Sportensemble Elsterwerda). Il est fondé en 1953 par Rolf Hirschnitz en tant que groupe sportif, en commençant avec une section gymnastique pour filles âgées de dix à douze ans. Un an plus tard, l'ensemble remportait déjà son premier titre régional, et devient champion de RDA en 1955. De nombreux numéros sportifs, dont le plus important est le Rhönradturnen, sont retransmis à la télévision, voire sortent en film (notamment Reiseziel Erfurt produit par la DEFA), et font connaitre cette association à travers toute la RDA, puis toute l'Allemagne à la suite de la disparition de la RDA. Jusqu'à présent, le TSC a organisé plus de 4 000 événements sportifs dans huit pays européens, pour un total de plus de trois millions de spectateurs. Les différentes scènes vont des clubs-house du Friedrichstadt-Palast berlinois ou de la Deutsches Turnfest, à l'Ein Kessel Buntes (Le chaudron multicolore), émission de variétés de la télévision est-allemande.
Une autre grande association sportive d'Elsterwerda est le Elsterwerdaer SV 94 e.V. Avec ses sections volley-ball, handball, fistball, gymnastique et une fanfare. Alors que concernant le handball, l'équipe première masculine joue dans le championnat du land, région sud-ouest (Landesliga/Süd-West), l'équipe première féminine joue dans le championnat du Brandebourg (Brandenburgliga). Un sport très traditionnel est également le fistball, dont les débuts à Elsterwerda remontent à l'année 1910. Après une montée en Championnat de RDA (DDR-Oberliga), l'équipe masculine d'Elsterwerda n'est jamais descendue, et joua, à la suite de la réunification, directement en deuxième division nationale (2. Bundesliga). D'abord, après une réorganisation de la ligue, l'association perd son statut bénévole et ne peut évoluer seule dans ses installations. Lors des sept dernières années, le club comptabilise six titres de champion et un de vice-champion. De plus, chaque année se tient à Elsterwerda le tournoi Max Meyer de fistball (Max Meyer-Traditionsturnier).
On trouve aussi à Elsterwerda entre autres une association sportive traditionnelle fondée en 1909, nommée Association Sportive Prusse (SV Preußen Elsterwerda) avec ses sections football, jeu de quille classique, volley-ball et gymnastique, qui deviennent en 2006 le SV Elster 08 Elsterwerda pour le football, le ESV Lok Elsterwerda e.V. pour le jeu de quille classique, dont l'équipe première masculine participe au championnat national de deuxième division, région est (2. Bundesliga/Ost),,.
Les sports de combat sont également représentés à Elsetrwerda. Le club de karaté Bushido Luwbart Bad Liebenwerda e.V. est fondé en 1992, alors qu'il s'agissait auparavant du Club Sportif de la Police. Depuis, le cours de karaté accueille régulièrement des athlètes de rang mondial. Malgré la jeune histoire du club, ses membres remportent énormément de titres dans des championnats nationaux et internationaux. Le développement de la culture est-asiatique est un autre secteur d'activité de l'association. La réception en famille d'accueil de scolaires et étudiants (originaires du japon, de la Chine et de Taïwan) y est une tradition. De plus, depuis 1991 se trouve au dojo Kuroi-Tora une section active de ninjutsu, vieil art martial japonais. À la suite de nombreuses présentations à Elsetrwerda et ses environs, le Club de sport de combat Kuroi-Tora (Kuroi-Tora-Kampfsportverein e.V.), fondé quelque temps après, devient rapidement une institution à Elsterwerda, et dans l'arrondissement Elbe-Elster.
Die Förderung der ostasiatischen Kultur ist ein weiteres Betätigungsfeld des Vereins.

### Infrastructures

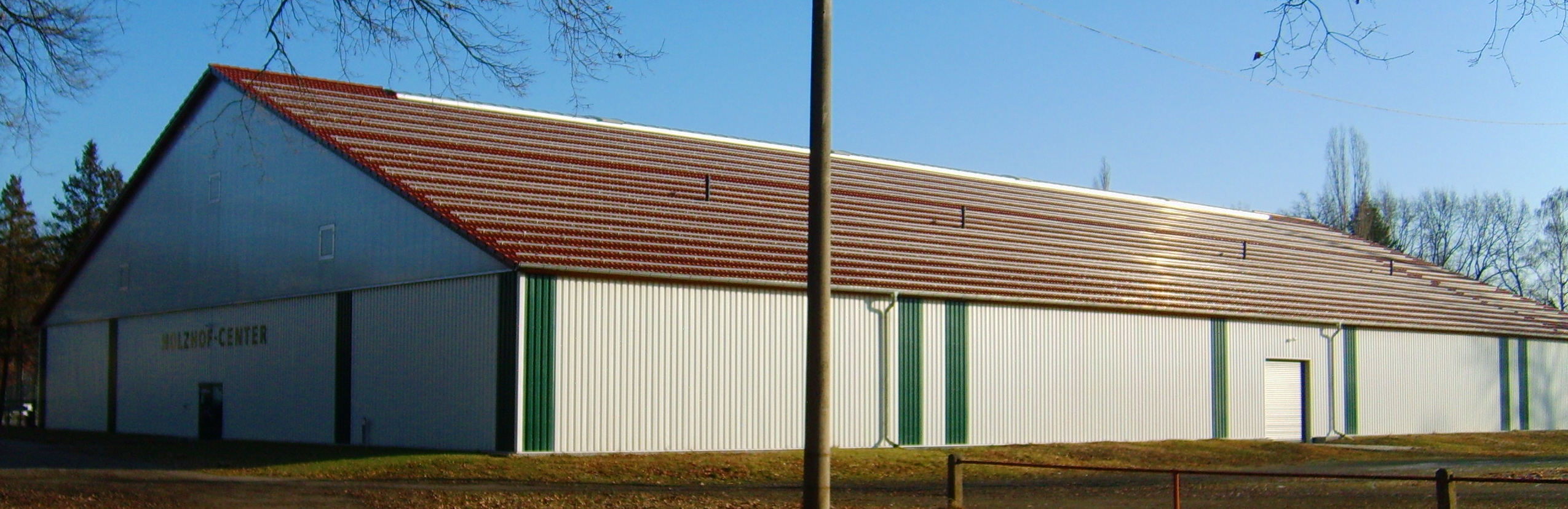
Tennis-center au Holzhof

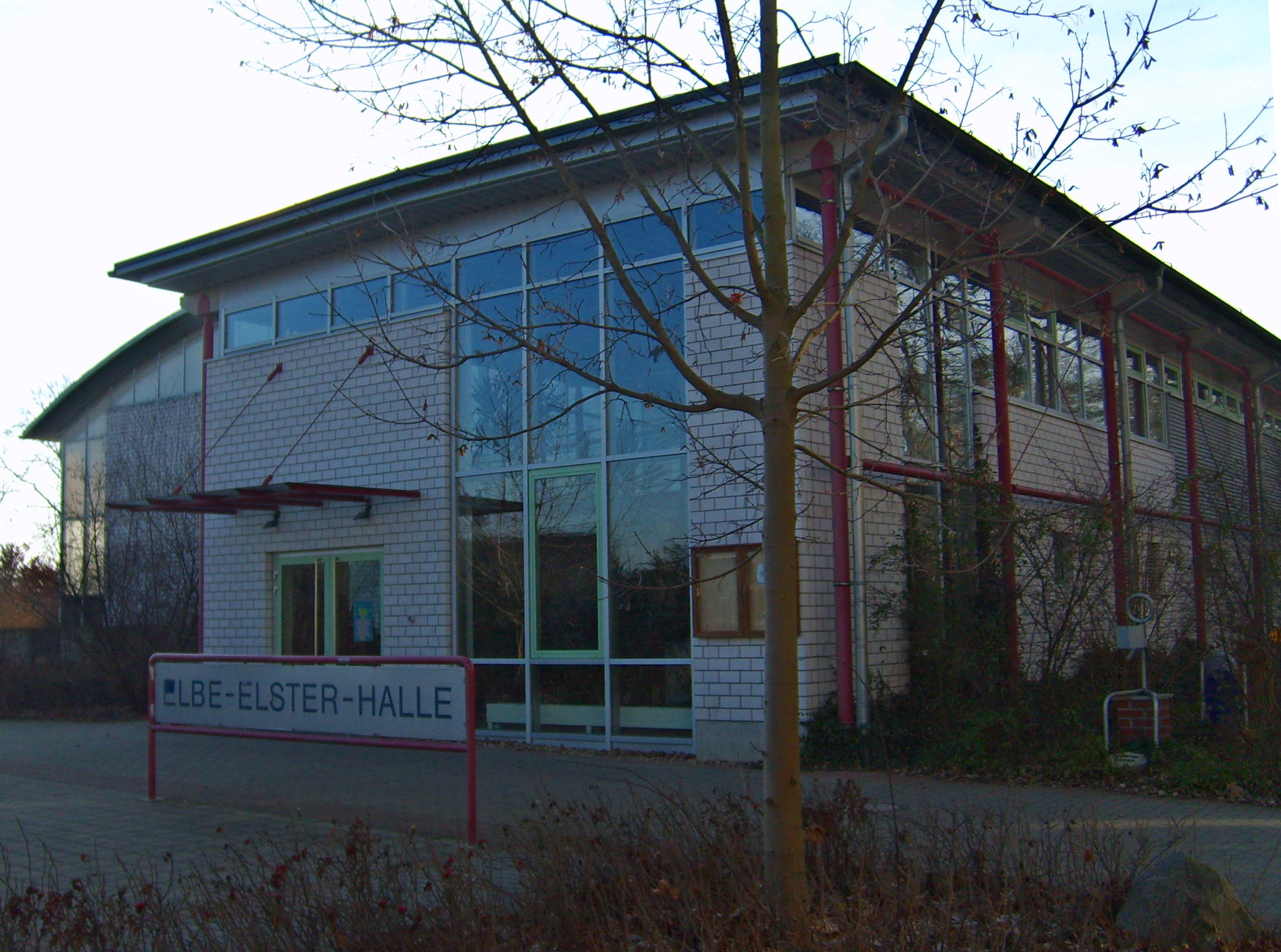
Elbe-Elster-Halle

Une des principales infrastructures sportives de la commune est le Holzhof. Initialement, cette enceinte accueillait le lieu de transbordement du canal fluvial d'Elsterwerda-Grödel. À la suite de l'abandon du transport du bois grâce au canal en 1833 et de la construction en 1875 de la ligne de chemin de fer Elsterwerda-Riesa, il est encore moins utilisé et le Holzhof perd encore en importance. Dès 1864, un des plus exploités des édifices de l'Administration Royale des eaux et forêts devient une brasserie et le bâtiment un but d'excursion permanent. Puis le Holzhof est racheté par la ville, et les associations s'y établissent pour leurs représentations, et au début des années 1920 s'ouvre, aux bords du Pulsnitz, la première piscine municipale en plein air. À partir de 1934 débute la construction de terrains de sport, et en 1937 les infrastructures terminées sont des courts de tennis et terrains omnisports, un stand de tir, un terrain pour rassemblements et un champ de foire. Au cours de la Seconde Guerre mondiale, en avril 1945, le Holzhof est touché par un incendie volontaire. Les dommages en résultant sont résorbés petit à petit après la guerre. En 1977, à la suite d'aménagements et de développements, une brasserie réquisitionnée de droit rouvre, et est revendue en 1989. Puis d'autres travaux de construction et restructuration permettent l'implantation d'un hôtel et d'un restaurant à l'Holzhof. En 1997, les défauts et malfaçons de la piscine construite en 1934 sont tels que des travaux sont entamés. En décembre 2003, sur le site est construite une salle de tennis, et plus tard sept autres courts de tennis,,,.
À Biehla se trouve, juste derrière l'école primaire du centre-ville, une enceinte sportive du milieu des années 1960. Avant qu'elle ne soit construite, une salle de sport, utilisée jusque dans les années 1920, se trouvait dans la Haidaer Straße, où avaient lieu également de 1960 à 1964 les matchs de football de la Bezirksliga. En 2008 est fondée, à l'école primaire du centre, un DFB-Minifeld,,.
Les autres installations sportives sont les stades de football de Kotschka et Kraupa, le Elbe-Elster-Hall, situé juste derrière le Elsterschloss-Gymnasium tout comme plusieurs autres petites salles de sport, tel le hall des sport à l'Oberschule à l'ouest d'Elsterwerda, avec le chapiteau de l'école du cirque Robby. Dans la rue Frauenhorststraße se trouve une piste de bowling sur laquelle s'affrontent les concurrents de la ligue nationale de deuxième division, et à Kiesgrubenweg un bowlingcenter.

## Économie

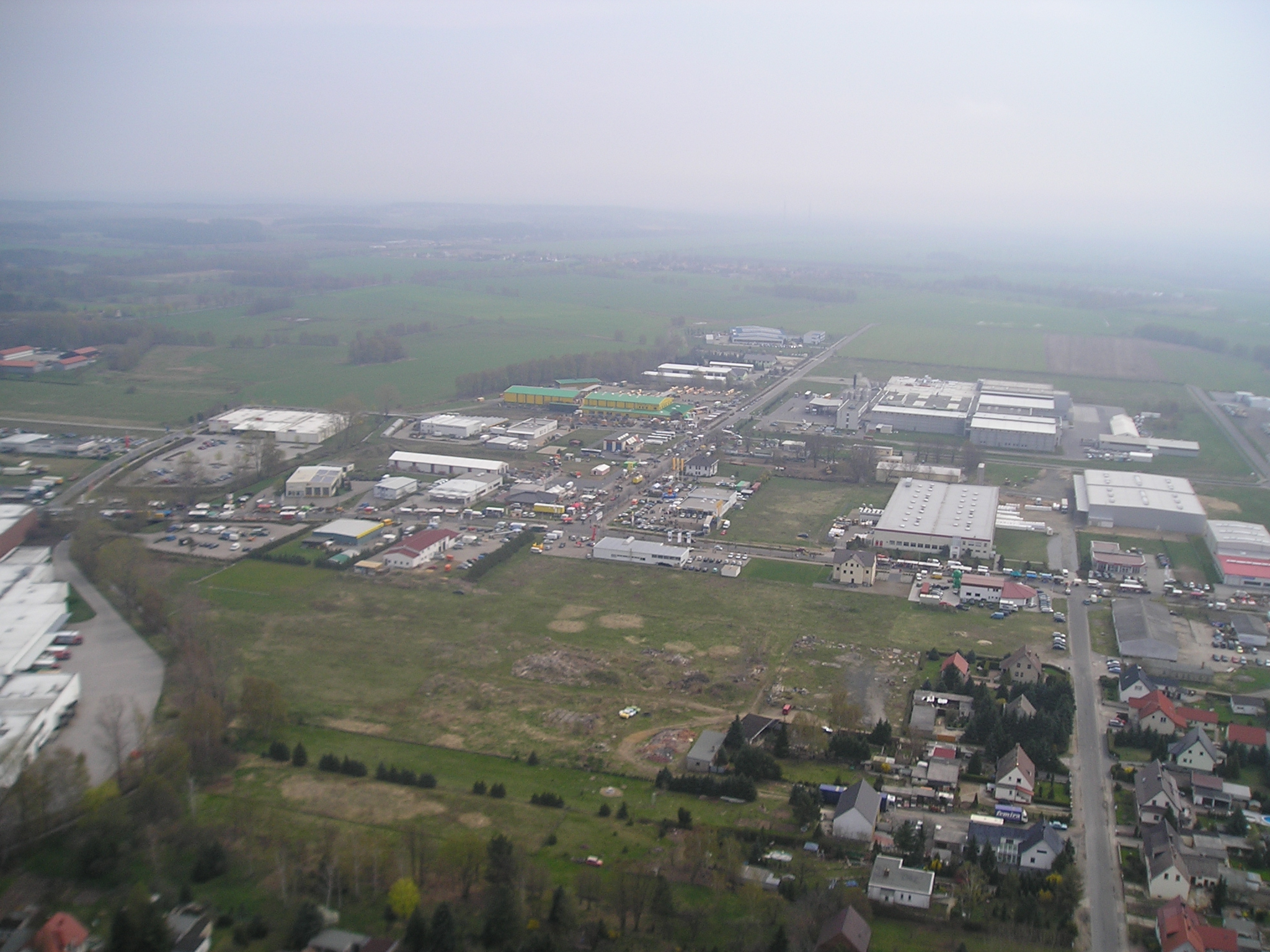
Zone industrielle Est

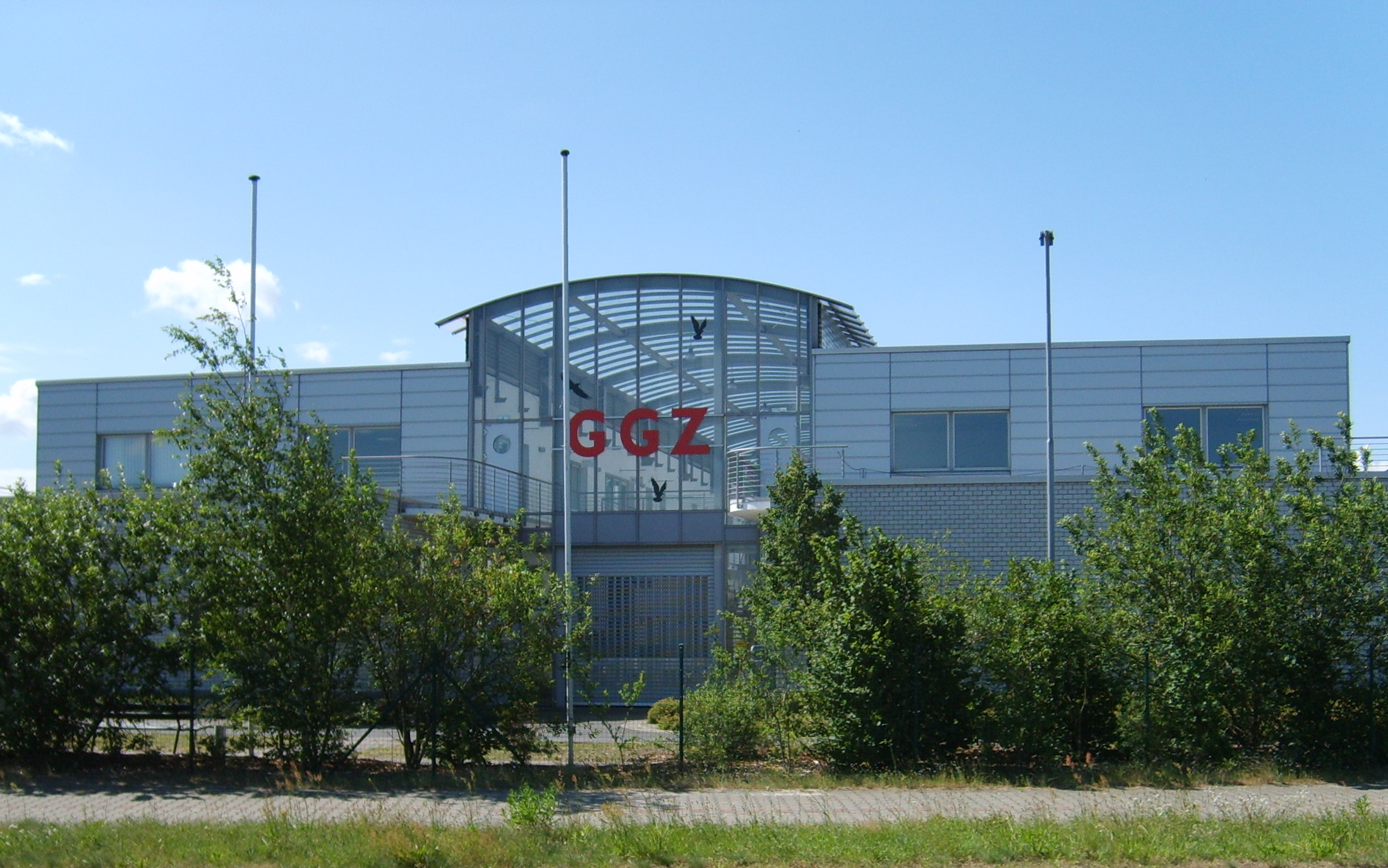
Le Gewerbe- und Gründerzentrum (GGZ)

La ville a reçu en 2005 un prix industriel dans la catégorie "Commune de l'année" de la caisse d'épargne est-allemande.
Les principales branches industrielles d'Elsterwerda sont la métallurgie, les usines de matières plastiques et l'industrie agro-alimentaire, tout comme la branche énergétique. Avec actuellement quinze entreprises et environ 700 employés, la métallurgie est le secteur économique le plus important de la ville. La commune, grâce à son Gewerbe- und Gründerzentrum, centre de fondation d'entreprise et des métiers, possède des conditions favorables à la création d'activités d’indépendants. Dans les trois zones économiques de la commune (Est de 152 ha, Ouest de 58 ha et Nord de 15 ha), des entreprises industrielles cohabitent avec des entreprises de moyenne taille des secteurs de commerce, de la manufacture ou des transports.
La commune d'Elsterwerda offre elle-même des emplois grâce à son association Wirtschaftsraum Schraden e.V., fondée en 2000. Le but de cette association est la promotion et la mise en œuvre de différents projets pour le développement de l'espace économique avoisinant. D'autres membres de l'association ont différentes fonctions dans des sociétés et collectivités locales de la région, comme Bad Liebenwerda, Röderland, ou le Schradenland.

### Centre des ressources
Les villes de Bad Liebenwerda et Elsterwerda partagent depuis 1995 les fonctions et devoirs de Mittelzentrum, centre des ressources régionales.

### Développement d'entreprises

#### Approvisionnement en eau potable et traitement des eaux usagées
La station d'approvisionnement et traitement de l'eau d'Elsterwerda (Wasser- und Abwasserverband Elsterwerda) distribue et recycle l'eau potable de 28 628 habitants en 2005 des communes principalement d'Elsterwerda et Bad Liebenwerda, ainsi que les ensembles de communes de Röderland, Plessa et Hohenleipisch. La longueur des réseaux d'alimentation en eau atteint 275,5 km. L'eau distribuée a une dureté moyenne de 11,9 °fH depuis l'usine située dans le quartier d'Oschätzchen.
Le réseau des eaux usagées est long de 142,9 km et regroupe les évacuations de 6199 habitations. Deux stations d'épuration se trouvent à Elsterwerda et Bad Liebenwerda.

### Transports
À Elsterwerda se croisent les autoroutes 101 et 169.

### Trafic aérien
En été, une moyenne de quinze appareils survolent, entre 8000 et 9 000 mètres d'altitude, l'espace aérien d'Elterwerda. Au-dessus de la commune se trouvent les routes aériennes relient la République tchèque à Hambourg et la Scandinavie, ainsi que Munich à la Pologne, la Suède et la Finlande.
Les plus proches aérodromes sont situés à une vingtaine de kilomètres de distance, à Riesa et Großenhain. À l'aérodrome de Schwarzheide se trouve une aire Sonderlandeplatz (Special Airfield). Les plus proches aéroports sont l'aéroport de Dresde (situé à environ 60 km), et l'aéroport de Berlin-Schönefeld (situé à environ 120 km), d'accès facile par la route.

## Médias
À Elsterwerda est publié un quotidien régional, le Lausitzer Rundschau. Il est distribué dans l'arrondissement d'Elbe-Elster sous le nom de Elbe-Elster-Rundschau, et est tiré à environ 99 000 exemplaires. Les journaux gratuits de petites annonces Wochenkurier et SonntagsWochenBlatt sont eux tirés de façon hebdomadaire. De façon mensuelle sont tirés le journal officiel de la ville d'Elsterwerda (Amtsblatt für die Stadt Elsterwerda), et celui de l'arrondissement (Kreisanzeiger) publié dans la région d'Elbe-Elster, selon les besoins.
La chaîne de télévision locale Elbe-Elster Fernsehen, dont le siège est situé à Elsterwerda, est diffusée sur le câble dans la région, ce qui représente un total d'environ 75 000 téléspectateurs potentiels.

## Santé

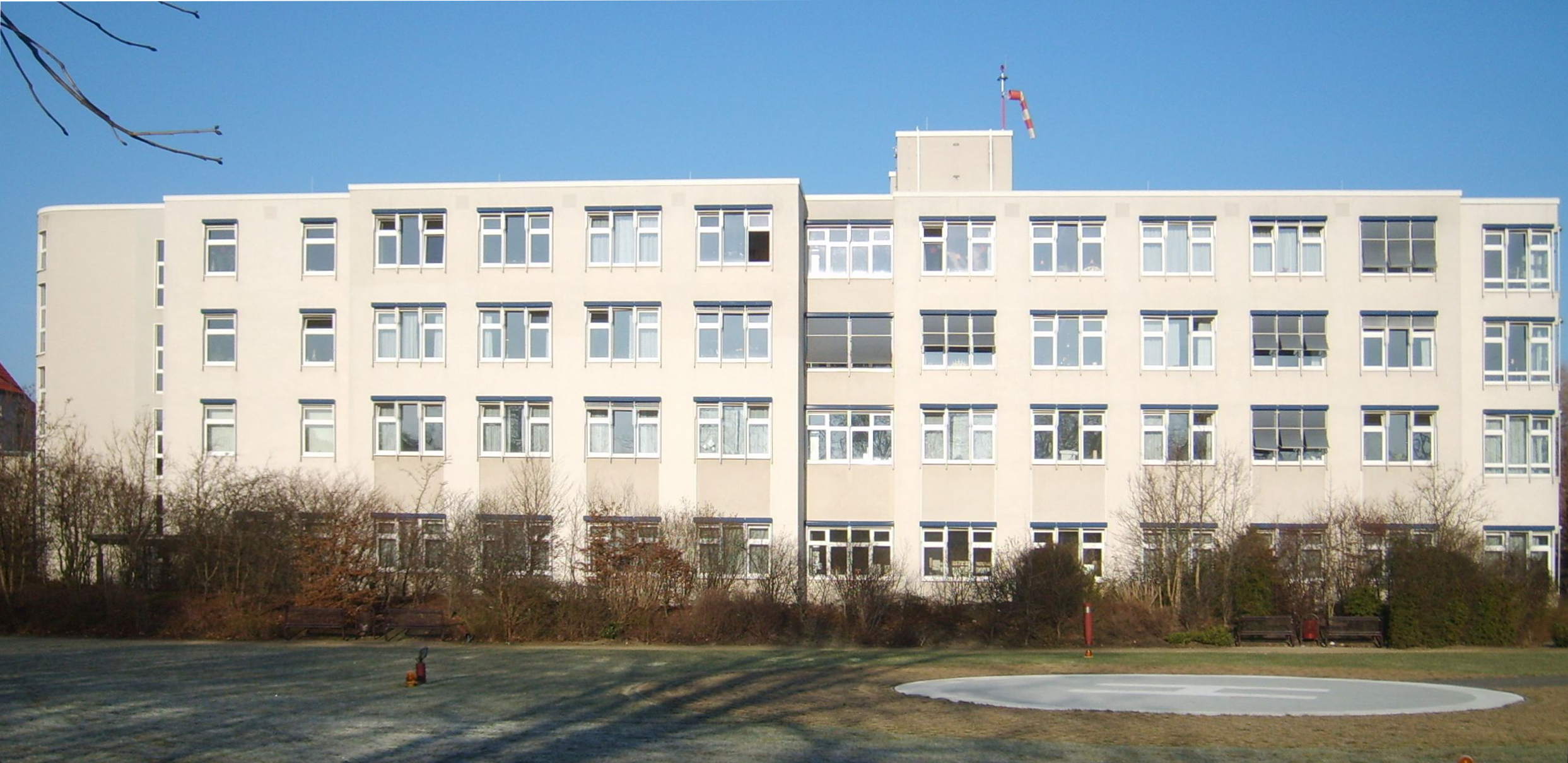
Partie sud de la maison de convalescence avec la Hubschrauberlandeplatz

Un des plus importants établissements médicaux de la région est la clinique Elbe-Elster (Elbe-Elster-Klinikum) à Elsterwerda avec ses départements spécialisés en gynécologie, chirurgie, radiologie, réanimation, médecine interne et physiothérapie. On y trouve de plus un établissement médicalisé spécialisé en psychiatrie, psychosomatique et psychothérapie.

## Personnalités liées à la commune

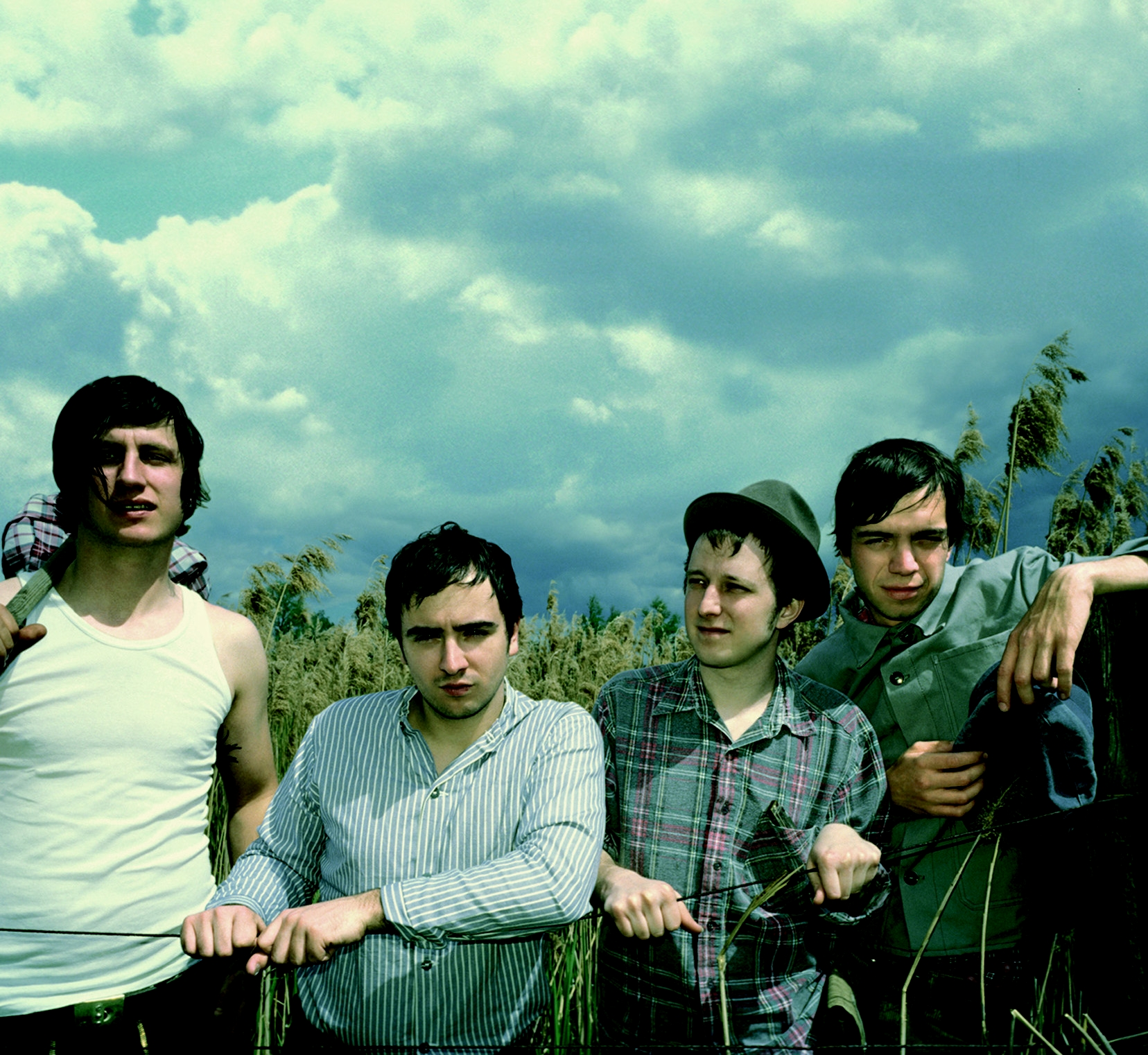
Le groupe indie-pop Virginia Jetzt!

Une des personnes éloquentes d'Elsterwerda est Friedrich Jage, maître maçon, devenu citoyen d'honneur. Il travaillait comme ingénieur en bâtiment public. On lui doit la construction de nombreux édifices, de l’hôpital au tribunal d'instance, ainsi que l'ancien bureau de poste impérial de l'Elsterstraße. Il supervise également les travaux de rénovations de la mairie, pour lui donner son aspect actuel.
Une autre personnalité marquante de la commune était le responsable des monuments Hans Nadler, qui était pour une réception abondante de monuments culturels. Il batailla véhément jusqu'à sa mort pour la reconstruction de la Frauenkirche de Dresde, détruite en 1945. Son père, le peintre Hans Nadler, né à Elsterwerda, était surnommé le Peintre de Schraden (Schradenmaler), commune voisine, et était connu pour ses peintures de paysages de la région. En son honneur, une exposition permanente lui est consacrée dans la salle supérieure de la Petite galerie "Hans Nadler" (Kleine Galerie „Hans Nadler“).

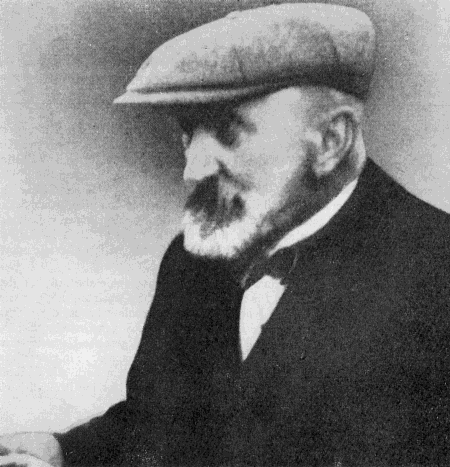
L'écrivain Johannes Gillhoff

Les personnalités les plus connues de la ville sont liées au château d'Elsterwerda et en rapport avec ses établissements de formation. Avant tout, le séminaire pédagogique (1858-1926) joua un grand rôle dans la vie culturelle et intellectuelle de la ville. En tant que père de la richesse culturelle d'Elsterwerda, on peut désigner Julius Bernhard von Rohr qui, au début du XVIIIe siècle était un des auteurs les plus connus de la Hausväterliteratur (littéralement la littérature domestique), ouvrages spécialisés et précurseurs des livres de cuisine. Par la suite, des étudiants et professeurs seront reconnus pour leurs publications scientifiques, tels Hermann Kahle, Ulrich Kleist, Wilhelm Teschner ou encore Johannes Gillhoff. L'écrivain Klaus Beuchler fréquente la Oberschule, et raconte, dans son livre sorti en 1955 intitulé Das Dorf in der Wildnis, l'histoire dramatique de Plessa-Sud à la suite de la Seconde Guerre mondiale. De plus, il écrit le script en 1961 du film de DEFA „Reiseziel Erfurt“, dans lequel apparaissent des membres du Elsterwerdaer Sportwerbegruppe.
Au travers d'émission télévisées pour enfant, l'étudiant de l'Oberrealschule, devenu ensuite citoyen d'honneur de la ville Heinz Fülfe devient connu, ainsi qu'en tant que dessinateur et marionnettiste du Tadeus Punkt.
Le populaire journaliste média Thilo Koch y passe son Abitur en 1939, dont il sort major de promotion. Il était élève du Elsterschloss-Gymnasium, d'où le fait que la bibliothèque s'y trouvant porte son nom.
Parmi les auteurs nés à Elsterwerda, on trouve aussi Werner Schendell, fondateur en 1952 de la Deutsche Schillerstiftung, plus vieille institution privée pour écrivains d'Allemagne.
Le groupe germanophone de musique indie-pop Virginia Jetzt!, fondé en 1999 par des lycéens de l'Elsterschloss-Gymnasium, participe en 2005, avec sa chanson Wahre Liebe (Amour vrai) à l'émission Bundesvision Song Contest de Stefan Raab. Leur album Anfänger (Débutant) a atteint une année plus tôt la 17e place des ventes d'albums en Allemagne.
En ce qui concerne les politiques nés à Elsterwerda, on peut nommer le juriste et membre du Parti populaire allemand Wilhelm Bünger. Il dirigea le procès de l'incendie du Reichtag en 1933. À citer également le membre du SPD (Parti social-démocrate d'Allemagne) et ancien étudiant à Elsterwerda Reinhard Höppner qui fut, de 1994 à 2002, Ministre-président (Ministerpräsident) du land de Saxe-Anhalt.
Les sportifs connus d'Elsterwerda sont notamment les footballeurs Ralf Minge et Daniel Ziebig, le handballeur Christoph Schindler et le cycliste Falk Boden, qui remporte en 1983 la Course de la Paix. Hartmut Buschbacher est l'actuel entraineur en chef de l'équipe allemande d'aviron.